# Giorgio Locuratolo
Giorgio Locuratolo (Torino, 26 settembre 1954) è un doppiatore, attore e direttore del doppiaggio italiano.

## Biografia
È noto soprattutto per aver prestato la voce a David Hasselhoff in svariate circostanze; tra le più conosciute, le serie TV Supercar (nel ruolo di Michael Knight ) e Baywatch (nel ruolo di Mitch Buchannon). Inoltre, ha doppiato il vicesceriffo Enos Strate (con un'altra tonalità di voce) interpretato da Sonny Shroyer nel telefilm Hazzard.
Ha partecipato al doppiaggio di Atlas UFO Robot, il primo cartoon del filone del genere robotico, approdato in Italia alla fine degli anni settanta. 
In tale occasione dava voce a Alcor.
Sempre per il mondo anime, ha doppiato il personaggio di Robespierre in Lady Oscar. Nel mondo dei cartoni animati, ha doppiato i personaggi di Fred Jones in Scooby-Doo e del Cacciatore in Freakazoid.
Ha doppiato Tex nel lungometraggio Cars, e il personaggio Agamemnon Busmalis nel telefilm Oz.
Ha recitato nella prima e nella seconda stagione della soap italiana Un posto al sole d'estate (Rai 3), ed è la voce fuori campo del cartone animato Lupi, streghe e giganti, in onda all'interno del contenitore Trebisonda (Rai 3).
È stato, altresì, narratore nella serie animata per i più piccoli Il trenino Thomas.

## Doppiaggio

### Film
- David Hasselhoff in I moschettieri del 2000, Layover - Torbide ossessioni, SpongeBob - Il film, Anaconda 3 - La nuova stirpe, Natale con Gordon Ramsay, Stretch - Guida o muori, Ted 2, Sharknado 3, Guardiani della Galassia Vol. 2, Baywatch, Killing Hasselhoff, Macchine da Oscar
- Judge Reinhold in Mindstorm, Ping!
- Harvey Keitel in Tuta blu
- Rory McCann in Alexander
- Michael Beach in Uomini al passo
- Julian Sands in Vatel
- Stephen Bruton in Alamo - Gli ultimi eroi
- Andrew Bryniarski in The Program
- Michael Arata in The Badge - Inchiesta scandalo
- Ken Hudson Campbell in Boat Trip
- Mark Moses in FBI: Operazione tata
- Samuel L. Jackson in Lontano da Isaiah
- Carl Lumbly in Men of Honor - L'onore degli uomini
- Ron Lea in La regola del sospetto
- Richard Chevolleau in Nessun alibi
- Richard Kind in 90 minuti a New York
- Todd Louiso in Snakes on a Plane
- J.C. Quinn in Crazy for You
- Thomas McCarthy in Good Night, and Good Luck
- Cedric de Souza in The Chronicles of Riddick
- Michael Milhoan in Una teenager alla Casa Bianca
- Nicholas Mele in Nightmare 5: Il mito
- Phillip Williams in Jason X
- Thomas Jefferson Byrd in He Got Game
- Jeffrey C. Kramer in Lo squalo
- Christopher Villiers in Bloody Sunday
- Göran Ragnerstam in Breaking Out
- Tobias Hoesl in Il regno d'inverno - Winter Sleep
- Philippe Manesse in Mon Bel Amour
- Sorapong Chatri in Kampuchea Express
- Ruslan Naurbiyev in La casa dei matti
- Michael McCleery in L.A. Confidential
- Brad Greenquist in Una famiglia vincente - King Richard
- Tim DeKay in Oppenheimer

### Film d'animazione
- Narratore in Il trenino Thomas - il re dei binari, Il trenino Thomas - Thomas e i trenini coraggiosi, Il trenino Thomas - Viaggio oltre i confini di Sodor
- Obelix in Asterix contro Cesare e Asterix e la pozione magica
- Spirit/Swift in Il segreto della spada
- Aquarius in I Cavalieri dello zodiaco - La leggenda dei guerrieri scarlatti
- Secco ne Il magico sogno di Annabelle
- Spike in Tom & Jerry e l'anello incantato
- Tex in Cars - Motori ruggenti e Cars 3
- Principe in La Sirenetta - La più bella favola di Andersen
- Andy in Piccolo grande eroe
- Minutus in Asterix e il regno degli dei
- Jangles il Clown in Inside Out
- Sauzer in Dragon Ball Z - Il destino dei Saiyan (1º doppiaggio)

### Serie animate
- Cacciatore in Freakazoid!
- Alcor in UFO Robot Goldrake (1º doppiaggio)
- Megatron/Galvatron in Transformers (Beast Machines, Robots in disguise, Trilogia Unicron: Armada, Energon, Cybertron)
- Maximilien de Robespierre in Lady Oscar
- Fred Jones in The Scooby-Doo Show
- Dott. Vic in Toonsylvania
- Cane grande in 2 cani stupidi
- Maco in Jolanda, la figlia del Corsaro Nero
- Narratore in Lupi, streghe e giganti
- voce narrante ne Il trenino Thomas (serie 2010)
- Fra Picchio in Marcellino pane e vino
- "Big" Bob Pataki in Hey, Arnold!
- Xenon in La stravagante famiglia Odd
- Aztec in Horseland
- Pastore in Anna dai capelli rossi
- Jim in Le avventure di Huckleberry Finn
- Arthur Kerry in Candy Candy
- Dott. Skiffins Gerald in Georgie
- Victor in Tutti in campo con Lotti
- Westwood ne L'uomo invisibile
- Toshiya in God Sigma
- Stan Lee ne I Simpson
- Padre di Ron in (1ª voce) in Kim Possible
- Monsieur Cheeks in Ultimate Muscle
- Sig. Felice in Topolino - Strepitose avventure
- Spike in Tom & Jerry Tales
- Piedmon in Digimon Adventure
- Michelle Takaishi in Digimon Adventure 02
- Ebonwumon in Digimon Tamers
- MailBirdramon in Digimon Fusion Battles
- Buzzi il calabrone in Lo strano mondo di Minù
- Robert "Big Bob" Belcher Sr. in Bob's Burgers

### Televisione
- David Hasselhoff in Supercar, Il mio amico Arnold, Baywatch, Baywatch Nights, Knight Rider, Sons of Anarchy, West Wing - Tutti gli uomini del Presidente, Una famiglia del terzo tipo, Legacy, Still Standing
- Arnold Vosloo in Bosch, Jack Ryan
- Steve Ross ne La Terra dopo l'uomo
- Judd Hirsch in Law & Order - Unità vittime speciali, episodio 20x10
- Jonathan Frakes in Star Trek: Voyager (episodio 2x18), Star Trek: Picard (terza stagione) e Star Trek: Lower Decks (episodi 1x10, 2x01 e 2x02)
- James Spader in The Office (serie televisiva 2005)
- Tim DeKay in Tell Me You Love Me - Il sesso. La vita, 1923
- Carlos Jacott in La signora in giallo (episodio 2x14)[1]
- Kenneth Cope in Il mio amico fantasma
- Scott Jaeck in Santa Barbara
- Lou Wagner in CHiPs
- Sonny Shroyer e Rick Hurst in Hazzard
- Tom Mardirosian in Oz
- Pat Skipper in Yellowstone
- Jack Topalian in Bosch
- Mario Martín in Il segreto
- Roberto Vander in Pasión prohibida
- Franklin Virgüez e Alejandro Mata in Leonela
- Francis Guinan in Indagine ad alta velocità
- Orhan Güner in Endless Love
- Stephen Spinella in Desperate Housewives

### Videogiochi
- DJ (David Hasselhoff) in Call of Duty: Infinite Warfare[2]
- Mugsy in Bugs Bunny: Lost in Time[3]

## Filmografia

### Cinema
- Liberi armati pericolosi, regia di Romolo Guerrieri (1976)
- Bim bum bam, regia di Aurelio Chiesa (1981)
- La rentrée, regia di Franco Angeli (2001)

### Televisione
- L'invitto, regia di Gian Pietro Calasso – film TV (1975)
- (di nuovo) Tante scuse – programma TV (1975-1976)
- Omobono e gli incendiari, regia di Raffaele Meloni (1976)
- L'ultimo aereo per Venezia, regia di Daniele D'Anza – miniserie TV, puntata 2 (1977)
- Turno di notte, regia di Paolo Poeti – miniserie TV (1981)
- Amico mio 2 – serie TV (1998)
- Il maresciallo Rocca – serie TV, episodio 3x03 (2001)
- La squadra – serie TV (2001)
- La guerra è finita, regia di Lodovico Gasparini – miniserie TV (2002)
- Il commissario – serie TV (2002)
- Tutti i sogni del mondo, regia di Paolo Poeti – miniserie TV (2003)
- Un posto al sole d'estate – serie TV (2006-2007)
- Distretto di Polizia – serie TV, episodio 7x13 (2007)